# Suncho Corral
Suncho Corral is een plaats in het Argentijnse bestuurlijke gebied Juan F. Ibarra in de provincie Santiago del Estero. De plaats telt 6.087 inwoners.